# Jules Renouvier
Pour les articles homonymes, voir Renouvier.
Jules Maurice Barthélémy Renouvier né le 13 décembre 1804 à Montpellier et mort dans la même ville le 23 septembre 1860 est un homme politique français. Il est un des grands historiens de l'art de la gravure.

## Biographie
Fils de Jean Antoine Renouvier, ancien député, et frère de Charles Renouvier, il fait partie des saints-simoniens de 1824 à 1831. Membre de la société des antiquaires de France, inspecteur des monuments historiques, il publie de nombreux ouvrages érudits. Il est conseiller municipal de Montpellier en 1844 et milite dans les rangs républicains. Commissaire du gouvernement provisoire dans l'Hérault en février 1848, il est député de l'Hérault de 1848 à 1849, siégeant avec les partisans du général Cavaignac,.
De 1847 à 1860, il est membre de l'Académie des sciences et lettres de Montpellier.

## Écrits
- Des types et des manières des maîtres graveurs : pour servir à l'histoire de la gravure en Italie, en Allemagne, dans les Pays-Bas et en France, Montpellier, Boehm, 4 tomes, 1853-1856.
- Les peintres et les enlumineurs du roi René ; [suivi de] Une Passion de 1446 : suite de gravures au burin, les premières avec date, Montpellier, J. Martel Ainé, 1857.
- Des gravures en bois dans les livres d'Anthoine Verard : maître libraire, imprimeur, enlumineur & tailleur sur bois, de Paris (1485-1512), Paris, A. Aubry, 1859.
- Histoire de l'origine et des progrès de la gravure dans les Pays-Bas et en Allemagne, jusqu'à la fin du quinzième siècle, Bruxelles, M. Hayez, 1860.
- Histoire de l'art pendant la Révolution considéré principalement dans les estampes (ouvrage posthume suivi d'une étude de J.-B. Greuze) avec une notice biographique et une table par Anatole de Montaiglon, Paris, Veuve Jules Renouard libraire-éditeur, 1863 (lire en ligne).
- Histoire de l'art pendant la Révolution considéré principalement dans les estampes, 2e partie, Paris, Veuve Jules Renouard libraire-éditeur, 1863 (lire en ligne).

## Sources et références
Source
- « Jules Renouvier », dans Adolphe Robert et Gaston Cougny, Dictionnaire des parlementaires français, Edgar Bourloton, 1889-1891 [détail de l’édition]

Références
1. ↑  « Jules, Maurice, Barthélémy Renouvier », sur cths.fr, Comité des travaux historiques et scientifiques (consulté le 13 décembre 2021).
2. ↑  Institut National d'Histoire de l'Art. Notice sur Jules Renouvier, par Henri Zerner.
3. ↑  Académie des Sciences et Lettres de Montpellier. Séance du 20 juin 2011. Jules Renouvier (1804-1860), archéologue et académicien par Jean Nougaret.
4. ↑  « Jules - (Maurice-Barthélémy) RENOUVIER », sur ac-sciences-lettres-montpellier.fr (consulté le 15 novembre 2023).